# Hazaragi
Hazaragi (eget namn: آزرگی , azragi , även azoragi eller azaragi ) är ett indoiranskt språk som talas mestadels i Afghanistan. Språket talas av 8,9 miljoner, och det är hazarernas modersmål.
Hazaragi kan också räknas som dialekt av dari (eller persiska), där de huvudsakliga skillnaderna rör uttal och inslag av ord med mongoliskt och turkiskt ursprung.
Språket skrivs med det persiska alfabetet.

## Fonologi

### Konsonanter
|             | Bilabial | Dental-alveolar | Retroflex | Palatal  | Velar  | Uvular | Glottal |
| ----------- | -------- | --------------- | --------- | -------- | ------ | ------ | ------- |
| Nasal       | m        | n               |           |          | ŋ      |        |         |
| Klusil      | p \| b   | t \| d          | ʈ \| ɖ    |          | k \| g | ɢ      | ʔ       |
| Affrikat    |          |                 |           | t͡ʃ \| d͡ʒ |        |        |         |
| Frikativ    | f        | s \| z          |           | ʃ \| ʒ   | x \| ɣ |        | h       |
| Tremulant   |          | r               |           |          |        |        |         |
| Lateral     |          | l               |           |          |        |        |         |
| Approximant | w        |                 |           | j        |        |        |         |

Källa:

### Vokaler
|              | Främre | Central | Bakre |
| ------------ | ------ | ------- | ----- |
| Sluten       | i      |         | u     |
| Mellansluten | e      | ɵ       | o     |
| Öppen        |        | a       |       |

Källa: